# Посадочный талон

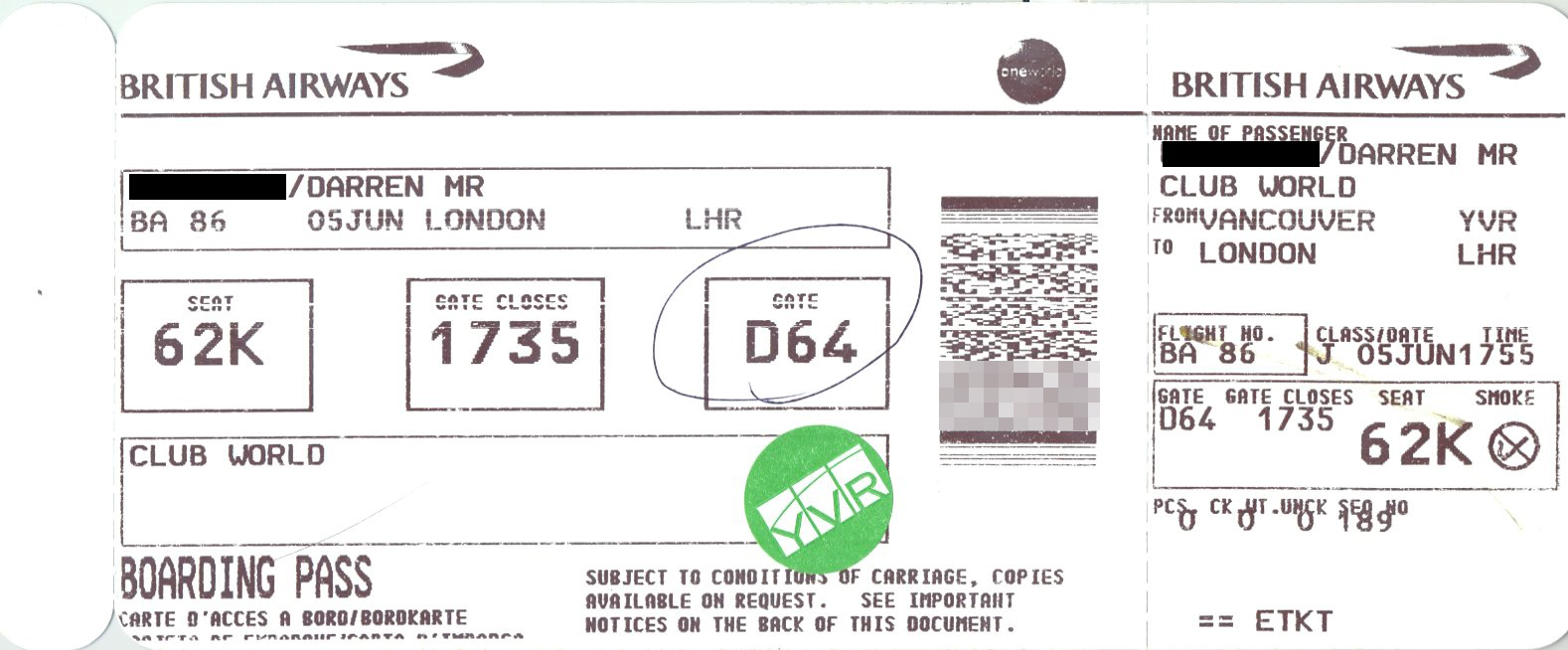
Посадочный талон на рейс British Airways BA86 от 5 июня 2008 года в бизнес-классе из Ванкувера в Лондон. Место 62К, выход на посадку D64, посадка заканчивается в 17:35. Зелёный кружок — разрешение на экспресс-досмотр. Пассажирский отрывной корешок справа

Посадочный талон (англ. boarding pass) — документ, подтверждающий право пассажира на посадку в самолёт. Посадочный талон выдаётся на основании регистрации пассажира на рейс.
Посадочный талон представляет собой прямоугольную карточку, на которой указываются фамилия пассажира, название перевозчика, номер рейса с двузначным кодом авиакомпании, дата, маршрут, номер места на борту, номер выхода на посадку, время вылета по расписанию, время окончания посадки. У посадочного талона справа имеется отрывной корешок, на котором дублируется основная информация с посадочного талона. На регистрации к корешку клеится багажная бирка для получения в аэропорту прибытия багажа, переданного к перевозке в грузовом отсеке самолёта. На контроле непосредственно у выхода на посадку пассажир предъявляет посадочный талон (иногда по соображениям безопасности вместе с документом, удостоверяющим личность). После контроля пассажиру передаётся отрывной корешок посадочного талона. С 2019 года в России используются также электронные посадочные талоны.
Посадочные талоны могут встречаться и на других видах транспорта (хотя в России они не обязательны). Например, многие туристические компании, организующие автобусные экскурсии, выдают пассажирам посадочные талоны на автобус. Ряд операторов водного транспорта (чаще всего, круизных и прогулочных судов) также выдают посадочные талоны для прохода на борт теплохода. С 2017 года Федеральная пассажирская компания — оператор пассажирских перевозок РЖД также применяет посадочные талоны для пассажиров, купивших электронный билет. При этом для бумажного билета, купленного в кассе вокзала, посадочный талон не требуется.